# Арагацотн (село)
Арагацо́тн (арм. Արագածոտն) — село на юге Арагацотнской области Армении.

## География
Село расположено в 2 км к югу от трассы Ереван — Гюмри в Араратской долине. Село находится в 18 к юго-западу от Аштарака, в 6 км к юго-западу от села Уджан, в 6 км к юго-востоку от села Кош и в 6 км к северо-востоку от села Нор-Едесиа. Климат сухой и жаркий.
В селе имеется школа.

## Население
| Год  | Численность | Численность |
| ---- | ----------- | ----------- |
| 1981 | 613         | [ 2 ]       |
| 1989 | 849         | [ 3 ]       |
| 2001 | 804         | [ 4 ]       |
| 2004 | 1049        | [ 2 ]       |
| 2011 | 1015        | [ 5 ]       |